# (206) Hersília
Hersilia és el nom que rep l'asteroide número 206, situat al cinturó d'asteroides.
Fou descobert per l'astrònom C.H.F. Peters des de l'observatori de Clinton (Estats Units), el 13 d'octubre del 1879.
Fou nomenat així en honor d'Hersília, dona romana de Ròmul.